# Só pra Quem Tem Dinheiro
Só Pra Quem Tem Dinheiro? é o segundo álbum de estúdio da banda paulistana, Os Virgulóides. Lançado em 1998 pela Polydor e com produção de Liminha, o álbum traz uma sonoridade mais pesada e conta com participações de Bezerra da Silva e Raimundos
O álbum nem de longe repetiu o sucesso do antecessor, o que fez com que a banda ficasse taxada como One-hit wonder.

## Faixas
| N.º            | Título                               | Compositor(es)                                                        | Duração |  |
| 1.             | "Cê tá com medo"                     | Henrique Lima                                                         | 3:19    |  |
| 2.             | "Juventude calhorda"                 | Henrique Lima                                                         | 3:04    |  |
| 3.             | "Só Pra Quem Tem Dinheiro?"          | Henrique Lima, Beto Demoraux                                          | 2:57    |  |
| 4.             | "Se Segura, Meu Truta"               | Henrique Lima, Beto Demoreaux                                         | 4:44    |  |
| 5.             | "Dezesseis Toneladas (Sixteen Tons)" | M.Travis                                                              | 2:14    |  |
| 6.             | "Alcoólatra da Fumaça"               | Sidney Magal, Falcão, Genival Lacerda, Sandro Becker, Netinho, Fagner | 3:32    |  |
| 7.             | "Musiquinha de Amor"                 | Hnerique Lima                                                         | 2:31    |  |
| 8.             | "Pelé no Pé e Eu Na Mão"             | Henrique Lima, Beto Demoraux                                          | 3:15    |  |
| 9.             | "Roda"                               | Henrique Lima                                                         | 5:45    |  |
| 10.            | "Virgulóides Groove"                 | M.Alejandro                                                           | 3:05    |  |
| 11.            | "Eu Sou Rebelde"                     | Henrique Lima                                                         | 3:09    |  |
| 12.            | "A Tereza Quebrou"                   | Genival Lacerda, Sidney Magal                                         | 3:58    |  |
| 13.            | "A História do Mundo"                | Henrique Lima, Beto Demoraux                                          | 4:16    |  |
| Duração total: | Duração total:                       | Duração total:                                                        | 46:03   |  |

## Músicos

### Banda
- Henrique Lima - Vocal, Guitarra, Violão e Gaita
- Beto Demoreaux - Baixo e backing vocal
- Paulinho Jiraya - bateria, Cavaco, Surdo, Pandeiro e Backing Vocal

### Participação especial
- Bezerra da Silva em "Alcoólatra da Fumaça"
- Raimundos em "Eu Sou Rebelde"